# (73930) 1997 PV
1997 بي في (ويعرف أيضًا باسم (73930) 1997 بي في وفق تسمية الكوكب الصغير) (بالإنجليزية: 1997 PV)‏ هو كويكب ضمن حزام الكويكبات؛ وترتيبه 73930 من حيث الاكتشاف.
اكتُشف هذا الجُرم الفلكي بواسطة OCA–DLR Asteroid Survey ‏ في 3 أغسطس 1997.

## وصلات خارجية
- (73930) 1997 PV في قاعدة بيانات مختبر الدفع النفاث لأجرام النظام الشمسي الصغيرة

- الاكتشاف · مخطط المدار ·  العناصر المدارية · المعلمات المادية

- (73930) 1997 PV على موقع ويكي سكاي: DSS2, SDSS, GALEX, IRAS, Hydrogen α, X-Ray, Astrophoto, Sky Map, Articles and images